# Waranozaur
Varanosaurus jest nazwą rodzajową drapieżnego pelykozaura, żyjącego w permie (286-260 milionów lat temu). Nazwa zwierzęcia związana jest z jego wyglądem, do złudzenia przypominającym współczesne warany. Jego szczątki odkryto na terenie Teksasu.

## Budowa
- Było to zwierzę długości około 1,5 metra. Charakteryzowało się wysmukłą budową, podobną do budowy współczesnych jaszczurek oraz długim ogonem.
- Nie posiadał żagla skórno-kostnego na grzbiecie, jaki posiadały takie pelykozaury, jak dimetrodon, edafozaur, czy sphenacodon.
- Czaszka była delikatna, z powiększonymi otworami skroniowymi, i wydłużona. Oczodoły umieszczone    były w jej tylnej partii. Prawdopodobnie nie była wyposażona w błonę bębenkową, a ucho umieszczone było w okolicach stawu łączącego szczęki zwierzęcia.
- Długie szczęki zaopatrzone były w liczne, zakrzywione i ostre zęby z krawędziami tnącymi w ich przedniej i tylnej stronie.

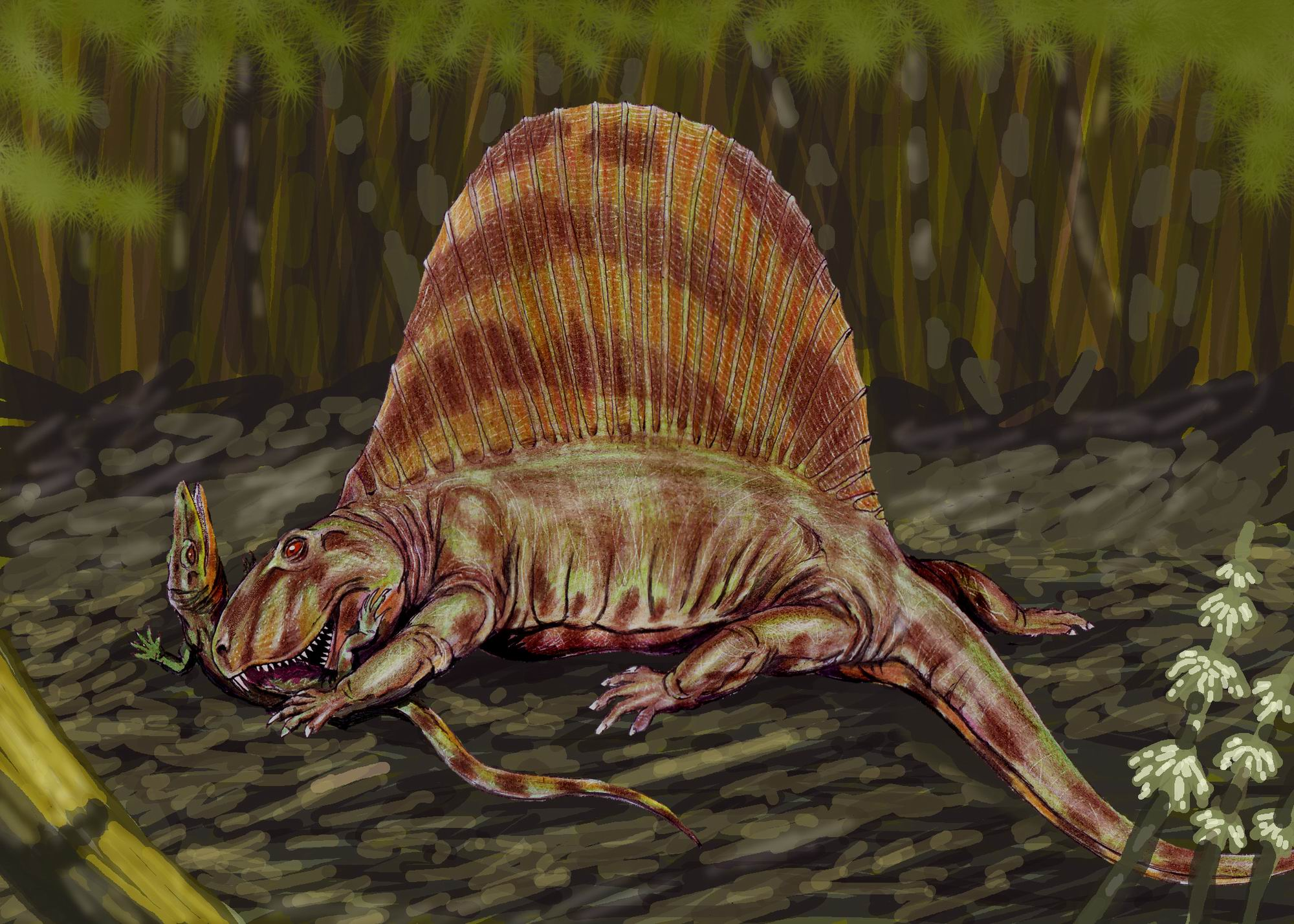
dimetrodon polujący na Varanosaurus acutirostris

## Tryb życia
Uważa się, że waranozaury żyły głównie na mokradłach, żywiąc się rybami i płazami, współzawodnicząc z ofiakodonem. Zwierzęta te były prawdopodobnie na tyle dobrze przystosowane do warunków bytowania, że dożyły aż do początku późnego permu, przeżywając inne drapieżne pelykozaury.
| ← mln lat temuWaranozaur |          |            |          |          |           |         |          |         |          |           |      |    |
| Prekambr←4,6 mld         | Kambr541 | Ordowik485 | Sylur443 | Dewon419 | Karbon359 | Perm299 | Trias252 | Jura201 | Kreda145 | Paleog.66 | Ng23 | Q2 |